# Gustave Strauven

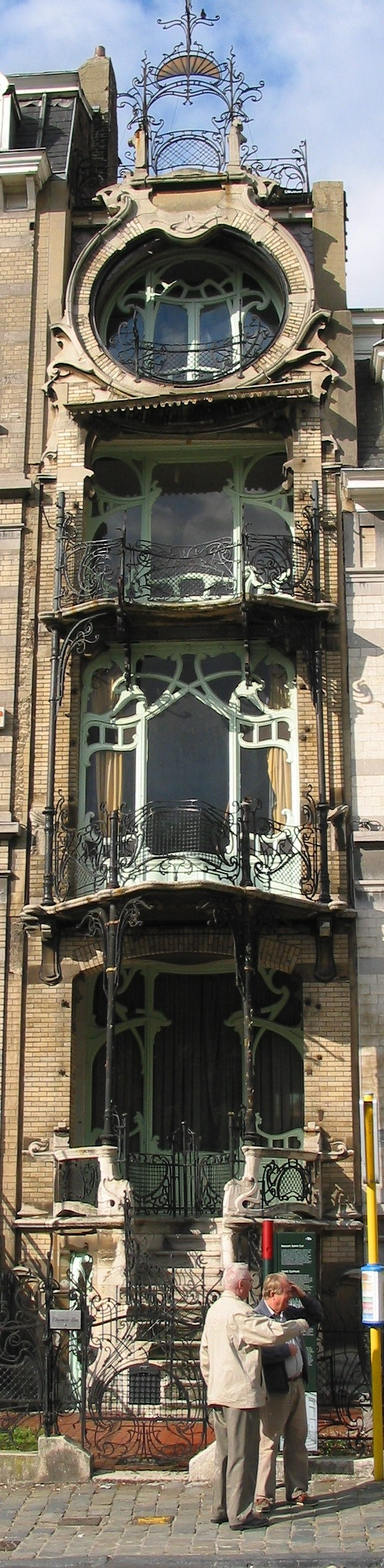
Casa Saint-Cyr

Gustave Strauven (Schaerbeek, 1878 -Alta Saboya,1919) arquitecto belga. Su padre, Pierre Arnold Strauven, era un jardinero originario de Limbourg.
Con 18 años, entra en el taller de  Victor Horta, con quien termina el Hôtel van Eetvelde y la Maison du Peuple. Dos años después, trabaja un año en un taller de Zúrich. Al regresar a Bruselas, comienza a diseñar sus primera casas art nouveau.
Estaba muy interesado en el uso de las nuevas tecnologías y colaboró en la revista La Gerge, de decoración y arquitectura art nouveau.  
Se le atribuyen una treintena de construcciones modernistas, donde usaba motivos florales y forja. Su clientela era menos adinerada que la de Victor Horta, y deja de usar la piedra como material principal, compensado con una expresividad de formas y una gran variedad de materiales. 
Murió en la Primera Guerra Mundial con 40 años en un hospital de Haute Savoie. Toda su obra la realizó en menos de veinte años

## Casa Saint-Cyr
Es su obra más importante. Se construyó entre 1901 y 1903 en un estilo entre barroco y flamboyant para servir de residencia particular del pintor Georges de Saint-Cyr. Tiene solo 4 metros de frente y varias forjas en la fachada. Está adornada con motivos geométricos y cada balcón presenta una balaustrada. La forja imita vegetación y los elementos decorativos de las ventanas ocupan un gran espacio. La loggia de la cuarta planta es sin duda el elemento más insólito, sostenida por una vigueta plegada en arco circular. Muchos autores definen la casa como Art Nouveau baroque. No fue hasta 1988 que se le brindó valor patrimonial, por lo que se encuentra muy deteriorada, y en la actualidad se están juntando fondos para una restauración.

## Otras obras

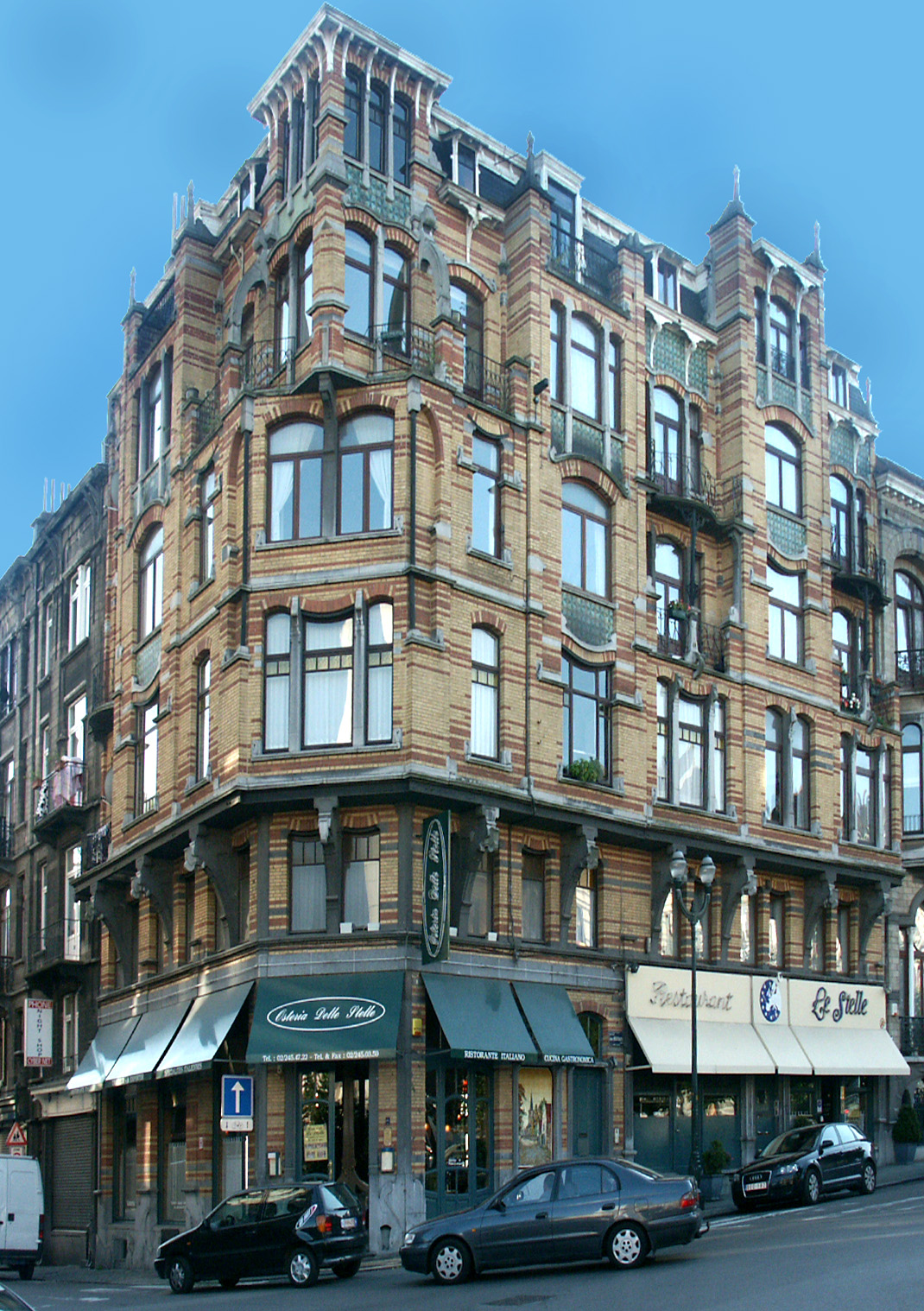
Edificio de la avenue Louis Bertrand 55-65, Schaerbeek

- Casas de Mme Spaak, rue Saint-Quentin, 30-32, Bruselas, quartier des squares (1899).
- Casa Van Dijck, boulevard Clovis, 85, Bruselas, quartier des squares (1899-1901).
- Residencia particular, rue Campenhout, 51, Bruselas, quartier des squares (1901).
- Casa de comercio y vivienda, rue Paul de Jaer, Saint-Gilles (1902).
- Residencia particular, rue Souveraine, 52, Ixelles (1902).
- Residencia particular, rue Luther, 28, Bruselas, quartier des squares (1902)
- Casa Beyens, rue de l’Abdication, 4, Bruselas, quartier des squares (1904).
- Edificio de apartamentos y locales comerciales, avenue Louis Bertrand, 55-65/rue Josaphat 338-340, Schaerbeek (1906).
- Residencia particular, chaussée de Wavre, Etterbeek
- Residencia particular, avenue des Volontaires, 2, Tournai
- Residencia particular, avenue Van Cutsem, 29, Tournai